# Medetera stoltzei
Medetera stoltzei är en tvåvingeart som beskrevs av Grichanov 1999. Medetera stoltzei ingår i släktet Medetera och familjen styltflugor.
Artens utbredningsområde är Tanzania. Inga underarter finns listade i Catalogue of Life.